# Johann Wendt (Bürgermeister)
Johann Wendt (* 1578 in Rostock; † 20. Juli 1664 in Görlitz) war zweimaliger Görlitzer Bürgermeister.

## Leben
Wendt wurde in Rostock geboren, lebte danach aber nach einer wohl nicht bewiesenen Angabe in Jauer, von wo aus er als Advokat, Dr. jur. und Glaubensflüchtling nach Görlitz geflohen sein soll. Seit dem 26. August 1626 war Wendt Görlitzer Bürger. Auf den Tag genau zehn Jahre später kaufte er das Haus Nikolaigasse 13. Er kam 1642 in den Rat.
Im Mai 1643 erwarb er das Königshainer Vorwerk Mittelkönigshain. Dabei spielte wohl Wendts Behauptung eine Rolle, der Vorbesitzer Christian Kinast († 1637) habe das Gut mit an Wendt anvertrauten Obligationen bezahlt. Kinasts Sohn Johann Christian (* 1636) beschwerte sich am 6. Dezember 1658 zu Radeburg beim Kurfürsten, Wendt enthalte ihm sein Gut und die väterliche Bibliothek vor. Wenig später aber trat Kinast seine Rechte ab, mangels der Möglichkeit, einen Prozess zu bezahlen.
Von 1644 bis 1663 verwaltete Wendt das städtische Amt für Priesterschaft und Schule. 1645 wurde er Schöffe und gleichzeitig von 1645 bis 1651 und von 1659 bis 1663 kam die Verwaltung der Kammer hinzu, in der Zwischenzeit war er von 1652 bis 1655 Prätor. Jeweils bis 1663 verwaltete er seit 1446 auch die Apotheke, seit 1659 Heide- und Landgüter und seit 1661 die Mühlen. 1659 und 1663 war er Bürgermeister.
Wendt war Mitglied im Collegium Musicum und dreimal verheiratet. Seine zweite Ehefrau war Maria, Tochter des Friedberger Pastors Zacharias Sommer. Am 13. Februar 1651 heiratete er Rosina, Tochter des Kantors Andreas Thesius.
Sie erbte Mittelkönigshain, und nach ihrem Tod erbte es ihr Vater.